# Kristen Connolly
Kristen Nora Connolly, född 12 juli 1980 i Montclair, New Jersey, är en amerikansk film- och TV-skådespelerska. Hon är mest känd för sina roller som Dana Polk i The Cabin in the Woods och Christina Gallagher i House of Cards.

## Film
- Mona Lisa Smile
- The Happening
- Meet Dave
- The Bay
- The Cabin in the Woods
- Ex-Girlfriends
- Worst Friends
- 2025 – Honey Don't!

## TV-serier
- New Amsterdam
- Guiding Light
- Law & Order: Criminal Intent
- As the World Turns
- Life on Mars
- Nurse Jackie
- Mercy
- Superego
- The Good Wife
- House of Cards
- Houdini
- The Whispers
- Zoo